# Kasmodiah
Kasmodiah је шести албум немачког састава Дајне лакајен објављен 1999. године.

## Kasmodiah (1999)
- Intro
- Return
- Kiss the Future
- My Shadows
- Into my Arms
- Overpaid
- Venus Man
- The Game
- Kasmodiah
- Lass mich
- Sometimes
- Fight
- Try
- Venus Man (алтернативна верзија, додатна ствар)